# 标准误差
标准误差，也称标准误，即样本平均數抽樣分佈的标准差，是描述对应的样本平均數抽样分布的离散程度及衡量对应样本平均數抽样误差大小的尺度。

## 概述
标准误差针对样本统计量而言，是某个样本统计量的标准差。当谈及标准误差时，一般须指明对应的样本统计量才有意义。以下以样本均值（样本均值是一种样本统计量）作为例子：
例如， 样本均值是总体均值的无偏估计。但是，来自同一总量的不同样本可能有不同的均值。
于是，假设可以从总体中随机选取无限的大小相同的样本，那每个样本都可以有一个样本均值。依此法可以得到一个由无限多样本均值组成的总体，该总体的标准差即为标准误差。
在很多实际应用中，标准差的真正值通常是未知的。因此，标准误这个术语通常运用于代表这一未知量的估计。在这些情况下，需要清楚业已完成的和尝试去解决的标准误差仅仅可能是一个估量。然而，这通行上不太可能：人们可能往往采取更好的估量方法，而避免使用标准误，例如采用最大似然或更形式化的方法去测定信賴區間。第一个众所周知的方法是在适当条件下可以采用学生t-分布为一个估量平均值提供置信区间。在其他情况下，标准差可以有效地利用于提供一个不确定性空间的示值，但其正式或半正式使用是提供置信区间或测试，并要求样本总量必须足够大。其总量大小取决于具体的数量分析。

## 平均值标准误差
｢样本均值的估計标准误差｣，簡稱平均值标准误差（standard error of the mean, SEM），或平均数标准误差。必須記得在簡稱的背後總是意指｢樣本的｣。
如果已知总體的標準差(σ)，那麼抽取無限多份大小為 n 的樣本，每個樣本各有一個平均值，所有這個大小的樣本之平均值的標準差可證明為（注意！不是一份樣本裡觀察值的標準差（那是下面公式裡的{\displaystyle s}））：
{\displaystyle SD_{\bar {x}}\ ={\frac {\sigma }{\sqrt {n}}}}
但由於通常σ為未知，此時可以用研究中取得樣本的標準差 (s) 來估計{\displaystyle SD_{\bar {x}}}：
{\displaystyle SE_{\bar {x}}\ ={\frac {s}{\sqrt {n}}}}
其中，s为样本的标准差，n为样本数量（大小）。
名詞比較：
{\displaystyle SD_{\bar {x}}}：樣本平均值的標準｢差｣ (standard deviation of sample mean)
{\displaystyle s}　：｢樣本的｣標準差 (standard deviation of sample)

图示为服从无偏性正态分布的标准误

{\displaystyle SE_{\bar {x}}}：樣本平均值的標準｢誤｣ (standard error of sample mean)。
注意：
1. 标准误差也可定义为残差的标准差[3][4]。
2. 无论是标准误差还是小型样本的标准差，都往往低估了母体的标准误差和标准差：平均数的标准误差是总量标准误差的一个有偏估计量。当样本总量 n = 2 时，低估率大概为25% ；但 n = 6 时，低估率只有5%。基于此，古尔兰（Gurland）和特里帕蒂（Tripathi）对此公式作了改进努力[5]。

## 假设与运用
如果数据集服从正态分布，其正态分布函数的分位数、样本平均数和标准差都可以用来计算合适的平均数信賴區間。
以下公式表示在大于或小于95%的置信区间中，{\displaystyle {\bar {x}}} 等于样本平均数时，S 等于样本平均数的标准差，1.96 则为服从正态分布的第 0.975百分位数值。
95% 置信区间的上限 = {\displaystyle {\bar {x}}}＋ (S ×1.96) ,
95% 置信区间的下限 = {\displaystyle {\bar {x}}}－ (S ×1.96) .
特殊情况下，样本统计（比如样本平均数）的标准误是一个有偏誤的估计标准。换句话说，标准误是一个样本统计的样本分布的标准差。这一标准误的符号可以是任何{\displaystyle SE}、{\displaystyle SEM}、{\displaystyle S_{E}}之一。
标准误提供一系列在证明数值不确定性的简单方法，并通常用于：
- 如果一些个体数量的标准误是已知的，那么在一些情况下，一些方程的百分位数的标准误可以被容易运算出来；
- 当概率分布的数值已知，标准误可以用来推算精确的置信区间，并且；
- 当概率分布的数值未知，其他切比雪夫不等式等可以用来推算一个保守的置信区间。
- 只要样本总量倾向於无穷大，中心极限定理可以保证其样本分布渐进地倾向于正态分布。

## 有限总体校正
鉴于对上述标准误差的公式，假设样本量远小于总量规模，所以总量可以被视为足够大。当取样比例较大（大约为5%或以上）时，对标准误的估计必须用“有限总体校正”（finite population correction）：
| FPC({\displaystyle C_{n}^{N}})                            | FPC({\displaystyle H_{n}^{N}})                            |
| --------------------------------------------------------- | --------------------------------------------------------- |
| 樣本元素為不可重復組合                                    | 樣本元素為可重復組合                                      |
| 所有可能樣本的數目 = {\displaystyle C_{n}^{N}}            | 所有可能樣本的數目 = {\displaystyle H_{n}^{N}}            |
| {\displaystyle FPC(C_{n}^{N})={\sqrt {\frac {N-n}{N-1}}}} | {\displaystyle FPC(H_{n}^{N})={\sqrt {\frac {N+n}{N+1}}}} |

该公式以考虑到增加所获得的采样精度，以接近的人口较大比例。有限总体校正的意义在于：如果样本大小 n 等于总量大小 N 时，有限总体校正数值为零。

## 样本相关性校正

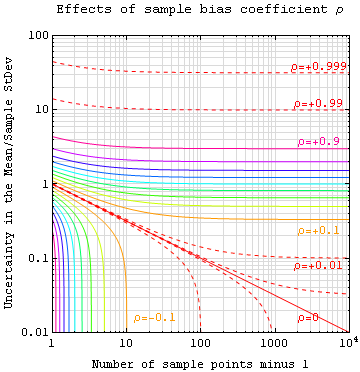
一个样本中的预期误差与样本误差系数关系，其无误差的标准误，即 ρ=0，函数为图中红色直线，系数为-½

如果实测量 A 的数值不具有统计意义上的独立性，但是其仍然可以从已知的参数空间 x 中获取。那么一个误差的无偏估计可以通过以下方程获得：
{\displaystyle {\text{f}}={\sqrt {\frac {1+(n-1)\rho }{1-\rho }}}}
其中，样本偏差系数 ρ 为自相关系数 ρij （-1到1之间的数量）的平均值。

## 相对标准误差
相对标准误差（Relative Standard Error）仅仅是标准误除以平均值的一种百分比表述。例如，制作两份家庭收入调查，其平均值为50000美元。如果一个调查的标准误有10000美元，而另一个则为5000美元，其相对标准误差分别为20%和10%。直观地说，拥有较低标准误差的调查看起来更为可靠。事实上，由于制作数据机构通常预设可信度标准，以使得其统计数据必须满足此前公布的内容。譬如，美国国家卫生统计中心通常不会报告其数据相对标准误差超过30%的估计。